# 佳爾·祖利亞·安杜
佳爾·祖利亞·歷基·安杜（Guy Junior Nke Ondoua，1986年8月30日—），生於喀麥隆杜阿拉，喀麥隆裔印尼足球運動員，司職前鋒，現時效力印尼超級聯賽球會巴楊卡拉泗水聯。

## 球員生涯
安杜生於非洲國家喀麥隆杜阿拉，於2008年經當時擔任天水圍飛馬副領隊兼青訓總監的狄恩推薦，由印尼聯賽球會帕爾斯巴亞來港加盟天水圍飛馬解決球隊攻擊力不足問題。雖然安杜表現搶眼上陣14場便取得13個入球，包括在12月21日於高級銀牌決賽梅開二度，協助球隊以3－0大勝康宏晨曦，贏得球隊史上首項錦標，而他亦榮膺賽事最佳射手。惟因天水圍飛馬要騰出外援名額予前日本國家隊前鋒岡野雅行，安杜因而被解約。
其後，安杜轉赴澳洲發展加盟維多尼亞省聯賽球隊布利獅子，至2009年獲四海流浪總監李輝立邀請重臨香港。在2010年夏天轉投和富大埔，直到2011年夏天離隊。
2011年9月14日，乙組球會標準流浪於2011/12年度球季首場比賽作客以1–4大敗於前球會天水圍飛馬後宣佈簽入安杜加強球隊攻力，季尾他重返印尼加盟印超球會佩西瓦瓦梅納，到2016年他正式歸化成為印尼球員。

## 榮譽
天水圍飛馬
- 香港高級組銀牌冠軍（2008–09季度）

個人
- 香港高級組銀牌賽 最佳射手（2008–09季度）
- 香港乙組足球聯賽冠軍（2011–12季度）

## 外部連結
- 香港足球總會網頁球員註冊資料 （页面存档备份，存于）